# Neven Spahija
Neven Spahija (ur. 6 listopada 1962 w Szybeniku) – chorwacki trener koszykarski, obecnie trener Saski Baskonia.

## Historia
Swoje pierwsze trenerskie szlify zbierał u samego Zmago Sagadina, który był jego nauczycielem w Olimpiji Lublana w latach 1997–1999. Spahija był wtedy koordynatorem grup młodzieżowych w klubie ze Słowenii. Podpatrywanie Sagadina dość szybko zaowocowało angażem w chorwackiej Cibonie Zagrzeb, gdzie został w 1999 roku asystentem pierwszego szkoleniowca zespołu.
Już pół roku później, po odejściu swojego zwierzchnika, Spahija został poproszony o poprowadzenie zespołu. Mający wtedy 28 lat trener zdobył z klubem mistrzostwo i puchar kraju. Zgodnie wybrano go najlepszym trenerem ligi.
W październiku 2001 roku z funkcji trenera kadry narodowej zrezygnował Aco Petrović i chorwacka federacja zdecydowała się powierzyć losy reprezentacji Spahiji, który w tym samym roku zdobył z kadrą U-22 srebrny medal mistrzostw Świata.
Chorwat poprowadził pierwszą kadrę w dwóch Eurobasketach, ale ze słabymi wynikami – w 2003 roku w Szwecji Chorwacja zajęła 11. miejsce, a w 2005 roku w Serbii i Czarnogórze 7. miejsce. Spahija zrezygnował z funkcji trenera w tym samym dniu, w którym Chorwacja przegrała ze Słowenią mecz o 6. miejsce w imprezie, ostatnie miejsce gwarantujące grę w na Mistrzostwach Świata w Japonii w 2006 roku.
Neven Spahija był dwukrotnie przymierzany do roli szkoleniowca Śląska Wrocław. Pierwszy raz w 2001 roku, kiedy w listopadzie został zwolniony z Cibony Zagrzeb, a ze Śląskiem pożegnał się Jasmin Repeša, przejmując w Zagrzebiu pałeczkę po Spahiji. We Wrocławiu posadę jednak powierzono Andrejowi Urlepowi.
Już rok później ponownie Spahija był bliski posady w Śląsku, ale i wtedy drogi obu stron się nie zeszły. Tym razem od Chorwata lepszy był Izraelczyk Cewi Szerf.
20 września 2020 został trenerem Szanghaj Sharks. 15 listopada 2021 objął etat trenerski w hiszpańskim klubie Saski Baskonia.

## Osiągnięcia
Drużynowe
- Mistrzostwo:
  - Eurocup (2010)
  - Ligi Bałtyckiej (2006)
  - Hiszpanii (2008)
  - Turcji (2011)
  - Litwy (2006)
  - Chorwacji (2000, 2001)
  - Izraela (2007, 2018)
  - Słowenii:
    - 2003
    - juniorów (1998)

  - turnieju otwarcia Euroligi (2001)
- Wicemistrzostwo:
  - Eurocup (2003)
  - Ligi Adriatyckiej (2002)
  - Słowenii (2002)
  - Chorwacji (1995)¹
  - świata U–21 (2001)
- Puchar:
  - Chorwacji (2000, 2001)
  - Turcji (2011)
  - Słowenii (2000)¹
  - Jugosławii kobiet (1987)¹
- Superpuchar:
  - Hiszpanii (2007)
  - Izraela (2017)
  - Słowenii (1998, 1999, 2000)
- Finalista pucharu:
  - Hiszpanii (2008)
  - Słowenii (2002)
  - Izraela (2018)

Indywidualne
- Chorwacki trener roku (2000)

¹ – jako asystent trenera